# 成渝中线高速铁路
成渝中线高速铁路，正式名称为沪渝蓉高铁重庆至成都段，是中华人民共和国境內四川省成都市与重庆直轄市之间规划的一条高速铁路，规划全长292公里，起于四川省成都市区，经四川省简阳市、乐至县、安岳县，重庆直轄市大足区、璧山区，最终进入重庆主城区。线路设计速度目标值为350-400km/h，2021年9月26日开工建设，预计2027年建成通车。全线项目总投资692.73亿元，其中工程投资678.93亿元，动车组购置费13.8亿元。

## 线路走向及车站
本线自重庆北站渝万场向西引出，沿既有渝怀、兰渝铁路通道穿人和隧道，经井口街道跨嘉陵江、以隧道穿过中梁山，于中梁山西部槽谷规划重庆科学城设科学城站；出站后经缙云山隧道、云雾山隧道于铜梁城区东南侧设铜梁站后线路西行，跨玄天湖、从巴岳山北侧绕避后，线路转向西南行，于大足石刻景区南侧谭庙村附近设大足石刻站；出站后线路转向西北行，进入四川省境内，于安岳县城东南侧与绵泸高速铁路合设安岳站（十字交叉）、乐至县城南侧与成达万高铁合设乐至站（十字交叉），后线路沿简阳新城北侧跨沱江至东部新区简州新城南侧设简州站；出站后经石盘镇、龙泉湖南侧斜穿龙泉山隧道至洛带古镇北侧，上跨车城大道、成南高速至龙潭寺，后采用隧道形式向西引入成都站。:I,II线路穿过缙云山、龙泉花果山、巴岳山、青龙湖、龙泉山、歌乐山、西温泉山、照母山、九曲河湿地等保护区。

## 历史

### 背景
最初2004年原中国铁道部发布的铁路中长期规划中，提出自上海出发，沿长江抵达成都和重庆的沪渝蓉高速铁路在重庆万州南北分线，南线终到重庆而北线经达州、南充抵达成都。受此规划影响，成渝间首条350km/h级别的成渝客运专线设计为接入尽头式的重庆站并不再延伸，而仅通过联络线与重庆北站、重庆西站联系。受此影响，在随后的沿江高速铁路规划中，成渝客运专线难以被利用。而要实现同时经停成渝双城的沿江高速铁路通道，则必须考虑在成渝间另建线路。
与此同时，成都与重庆组成的成渝城市群各城市间的人员资本流动也日益频繁。受地形影响，成渝城市群与区域外铁路建设困难。另外成渝客運專線的大足南站距離大足城區有40km遠，大足城區人民出行非常不便，而雙橋區撤區為雙橋經濟技術開發區後，亦未得到大足區政府的重視，近幾年發展幾乎停滯狀態，至於雙橋經濟技術開發區使用大足南站流量較小，以至於停靠班車全線最少，便利性、及時性陷入惡性循環。两地开始寻求在铁路基建方面进行更广泛的合作。重庆遂构想将原本主城区至大足區的城际铁路延伸至成都。從而衍生出此條高鐵線路。

### 规划与建设
2017年2月13日，重庆市发布《重庆市中长期铁路规划（2016-2030年）》，首次提出成渝中线高铁的构想，希望借其西接成都进而连接川藏铁路，作为重庆米字形高铁网的西向线路。
2018年5月，成渝中线高铁项目方案研究经时中国铁路总公司审议中心审议通过。7月，川渝签订《深化川渝合作深入推动长江经济带发展行动规划》，提出争取把成渝中线高铁纳入国家铁路网中长期规划。11月30日，线路可行性研究报告公开招标，最终确定由中铁二院负责编制。
2019年7月10日，重庆市党政代表团到四川考察并与四川签署一系列合作协议。其中，《成渝轴线区（市）县协同发展联盟2019年重点工作方案》指出川渝两地将“共同规划研究成渝中线高铁”。
2020年1月19日，成渝中线高铁勘察设计项目开始招标。2月7日，中国国铁集团表示，成渝中线高铁与川藏铁路一并被纳入国铁2020年重大项目，将在新冠疫情得到控制后优先开展前期工作。8月10日，成渝中线高铁可行性研究阶段采空区专项验收通过。
2021年8月17日，国家发展改革委正式批复沪渝蓉高速铁路重庆至成都段（成渝中线高铁）可行性研究报告。9月26日，成渝中线高铁启动建设。
2022年8月9日，成渝中线铁路环境影响报告书全文公示。10月，成渝中线高铁初步设计获批。11月28日，成渝中线高铁正式开工建设。
2023年1月8日，成渝中线高铁全线主体工程进入实质性开工阶段。
2024年3月1日，成渝中线高铁箱梁架设施工正式启动。

## 事故
2023年2月23日上午11时许，位于沙坪坝区回龙坝镇的成渝中线高铁一在建项目围墙垮塌，造成5人死亡。